# 諾德韋鎮區 (密蘇里州諾德韋縣)
諾德韋鎮區（英語：Nodaway Township）是位於美國密蘇里州諾德韋縣的一個行政鎮區。

## 地方資料
諾德韋鎮區的面積為120.61平方千米，當中陸地面積為120.45平方千米，而水域面積為0.16平方千米。根據2020年美國人口普查的數據，當地共有人口871人，而人口密度為每平方千米7.22人。